# Alberto Rodríguez (ciclista)
Alberto Rodríguez (nascido em 16 de dezembro de 1947) é um ex-ciclista uruguaio. Representou Uruguai em duas provas durante os Jogos Olímpicos de 1972.